# ダヤン・ハーン
ダヤン・ハーン（モンゴル語: Даян хаан、ᠳᠠᠶᠠᠨ
ᠬᠠᠭᠠᠨ　英語: Dayan Khan、1473年 - 1516年または1474年 - 1517年）は、モンゴルの第34代（北元としては第20代）ハーン。長らく分裂状態にあったモンゴル諸部族を再統一し、ハーンの権威を回復させた。本名はバトゥ・モンケ（Batu Möngke、Батмөнх）。明朝で編纂された漢文史料では大元大可汗や小王子、或いは達延汗と記されている。
ダヤン・ハーンはモンゴル中興の祖として称賛されており、モンゴルの諸王公はチンギス・カン（太祖テムジン）、セチェン・カアン（世祖クビライ）に次ぐ偉人としてダヤン・ハーンを位置づけている。現在のモンゴル国における「チンギス・カンの末裔」は大部分がダヤン・ハーンの流れを汲んでいる。

## 生い立ち

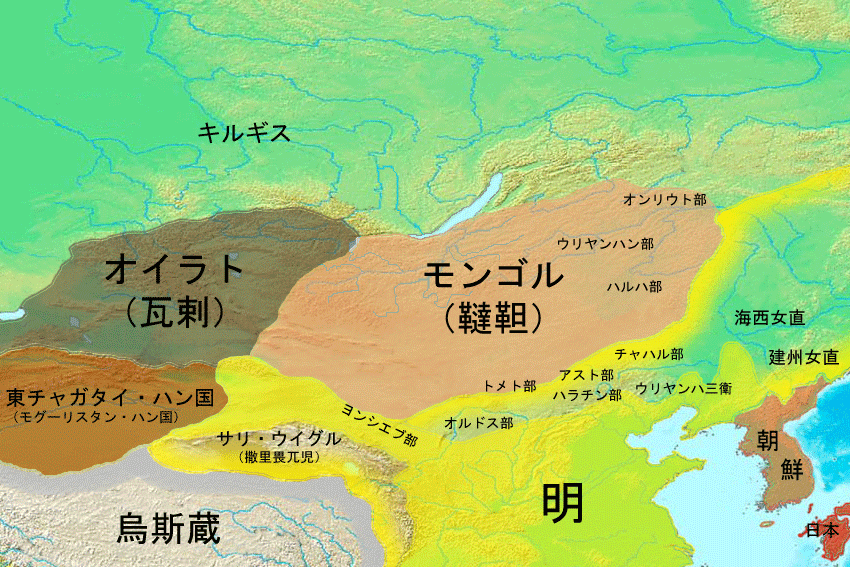
15世紀の東アジア諸国と北方諸民族。

チンギス・カンの末裔として、15世紀当時のモンゴル高原においてハーンになる資格を唯一有する家系と見なされたボルジギン氏に生まれた。しかし、バトゥ・モンケ以前の時代には、後述する政治的混乱の為にチンギス・カン一族の記録や伝承が錯綜しており、チンギスからバトゥ・モンケに至る系譜は確実ではない。ただ、傍証や後の時代の系譜書から、歴史家はバトゥ・モンケが元の世祖クビライの後裔にあたると考えている。
ドルベン・オイラト（オイラト部族連合）の指導者エセン・タイシはトクトア・ブハ・タイスン・ハーンを擁立してドチン・モンゴル（韃靼）を滅ぼし、モンゴル高原を統一した。やがてエセンとタイスン・ハーンが対立するようになると、タイスン・ハーンの弟アクバルジ・ジノンは兄を裏切ってエセンに味方し、このためにタイスン・ハーンは敗れて殺された。しかし間もなくアクバルジ・ジノンもまたエセンに殺され、遂にハーン位に即いたエセンはチンギス裔の多くを皆殺しにしてチンギス統原理は崩れた。
アクバルジ・ジノンの息子ハルグチャクも父とともに殺されたが、その妻はエセンの娘セチェク妃子であったため、両者の息子バヤン・モンケはエセンの殺戮を免れた。チンギス統原理を破ってハーン位に即いたエセンにモンゴルの諸侯は反発し、エセンは即位後1年で弑逆されてしまった。エセンの死後、モンゴル高原ではこれといった有力者を欠く混乱時代に突入し、アスト、ハラチン集団を率いるボディ・ダルマ、ボライ太師ら、オンリュート集団（チンギス・カンの後裔）を率いるボルナイ、ドーラン・タイジ、モーリハイら、ドルベン・オイラトの残党を率いるエセンの息子オシュ・テムルらがしのぎを削った。
一方、成長したバヤン・モンケはオルドス地方を根拠地とするウルウト部のオロチュ少師と同盟を組み、その娘シキル太后を娶り、ボルフ・ジノンと称して勢力を拡大した。こうして、1475年ころまでにモンゴル高原の諸集団は西方から移住してきたヨンシエブ部のベグ・アルスラン、タイスン・ハーンの末弟でボルフ・ジノンの大叔父に当たるマンドゥールン、そしてボルフ・ジノンの3つの勢力に収斂されていった。この三者は当初蜜月関係にあったが、ベグ・アルスランがマンドゥールン・ハーンを推戴するとボルフ・ジノンは排斥されるようになった。
ベグ・アルスランの「族弟」で、マンドゥールン・ハーンの腹心の部下であるイスマイルはボルフ・ジノンを攻めてその財産を掠奪し、ボルフ・ジノンの妻シキル太后を奪って自らの妻としてしまった。そして1476年にボルフ・ジノンは腹心の部下モンケと共に殺され、ボルフ・ジノンとシキル太后の息子バトゥ・モンケは「義父」となったイスマイルの下で過ごすこととなった。イスマイルの下で当初はバルガチンのバハイがバト・モンケの面倒を見ていたが、ぞんざいに扱われたためにバトゥ・モンケはエキノコックスに感染してしまった。見かねたタンラカルのテムル・ハダクとサイハイ夫妻がバトゥ・モンケを引き取り、サイハイは何度もバトゥ・モンケを擦ることで病気を癒やした。
このようにバトゥ・モンケの幼年時代は不幸なものであったが、マンドゥールン・ハーンには男児がいなかったため、その死後にバトゥ・モンケはチンギス・カンの血を引くほとんど唯一の男子として注目されることとなる。

## ダヤン・ハーンの即位

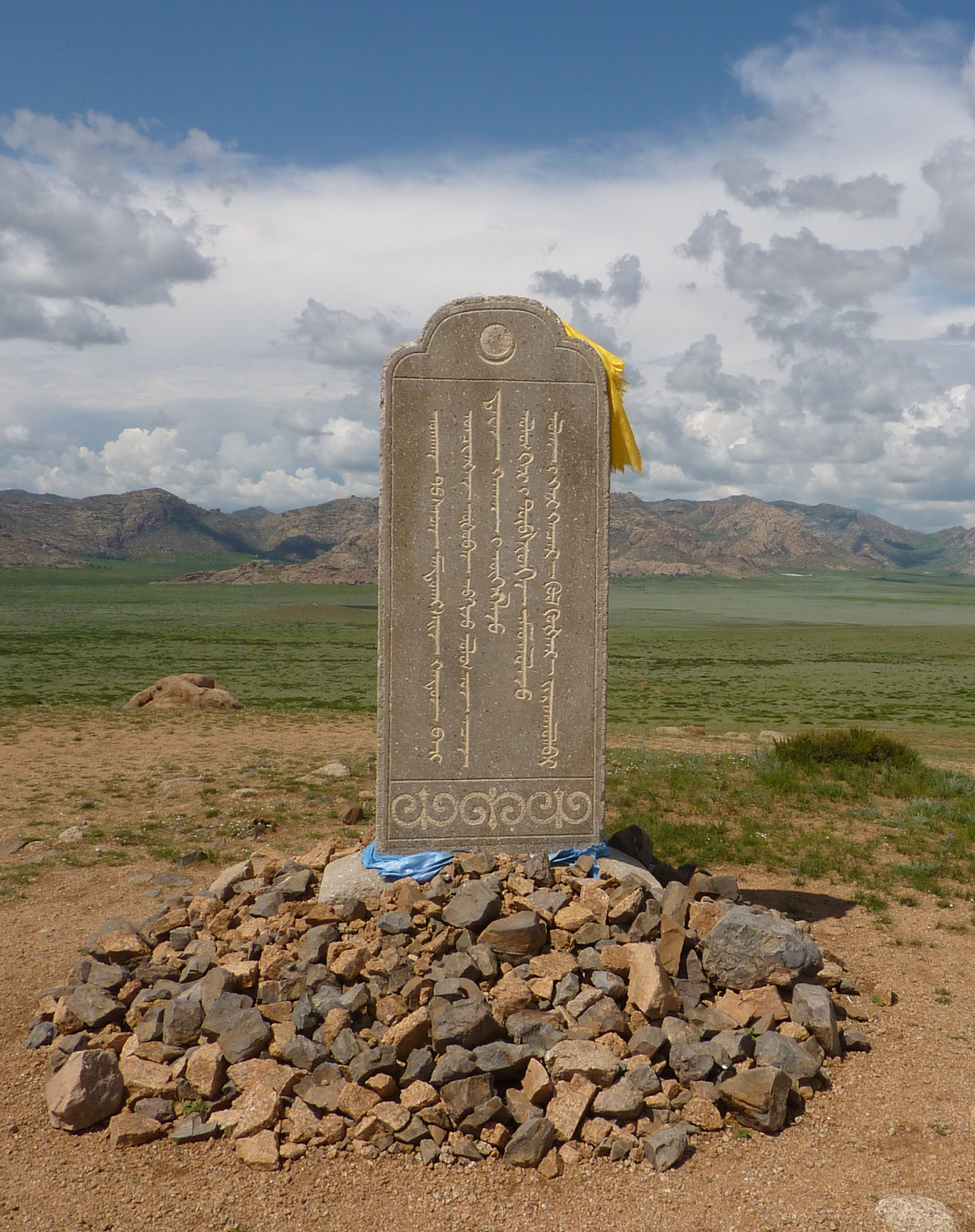
マンドゥフイ・ハトゥンの記念碑

1479年、マンドゥールン・ハーンが崩御したとき、後継ぎがいなかったためハーンが空位となった。17世紀半ばにサガン・セチェンが著した『蒙古源流』によると、この時ホルチン部の君主ウネ・ボラトは自らがチンギス・カンの弟ジョチ・カサルの子孫であることから、マンドゥールンの未亡人と結婚すればハーン位を得られると考えた。そこで、トゥメト部に属するオングト・オトク出身の皇后マンドゥフイ・ハトゥンに求婚したが、マンドゥフイはチンギス・カンの子孫の生き残りであるバトゥ・モンケが民間で暮らしていることを持ち出して断り、当時7歳となっていたバトゥ・モンケと再婚したという。
こうしてバトゥ・モンケはマンドゥフイ・ハトゥンとの結婚を経てエシ・ハトゥンの霊前でハーンに即位し、「ダヤン・ウルス(dayan ulus=大元ウルス)を支配するように」とダヤン・ハーン(dayan qaγan)を称した。「ダヤン」はモンゴル語の「起源」または「すべて」に由来するという見方もある。ダヤン・ハーンの即位年には諸説あるが、成化16年（1480年）には明軍が威寧海子でダヤン・ハーン率いるモンゴル軍と干戈を交えたことが記録されており、前年の1479年に即位したとする説が有力である。
一方、明朝の漢文史料はマンドゥフイ・ハトゥンについて全く言及しておらず、かつてマンドゥールン・ハーンの側近であったヨンシエブ部のイスマイル、モンゴルジン＝トゥメト部のトゥルゲンがバト・モンケを擁立したと記している。このため、実際にはマンドゥフイの配慮とイスマイルの後ろ盾、2つの要因によってバトゥ・モンケは即位できたのだと考えられている。
「ダヤン・ハーン(dayan qaγan)」という称号は、明朝で「大元大可汗」と記録されている。このため、「ダヤン」というハーン号はクビライ王家の国号である「大元(dai-ön)」がモンゴル語に取り入れられたものと言われ、バトゥ・モンケの大元ウルス再興を目指す意志を表すと解されている。しかし、モンゴル年代記が編纂されるようになった17-18世紀には既に「ダヤン(dayan)」の本来の意味が半ば忘れ去られており、「大元ウルスを支配するハーン」ではなく「全ての人民(ウルス)を支配するハーン」といった意味で解釈する年代記も存在する。
また、大元ウルス＝元朝は既に滅亡したという立場を取る明朝は一度を除いてダヤン・ハーンを「大元大可汗」と称することはなく、その存命中は「小王子」と呼び続けた。これがダヤン・ハーンの年代の比定を難しくする要因の1つとなっている。

## ダヤン・ハーンの業績
ダヤン・ハーンは数多くの敵対者を滅ぼし、モンゴルの再統一を果たしたことで知られるが、その業績は（1）ヨンシエブ部のイスマイル討伐、（2）オイラト遠征、（3）右翼3トゥメン平定、（4）ウリヤンハンの解体、の大きく4つに分けられる。但し、この内（4）ウリヤンハンの解体のみは実際にはダヤン・ハーンの孫ボディ・アラク・ハーンの業績であってダヤン・ハーンの業績ではない。

### イスマイル討伐（1483年）
前述したようにイスマイルはダヤン・ハーンの義父に当たる人物であり、ダヤン・ハーン即位の最大の後ろ盾であった。ダヤン・ハーンを傀儡としたイスマイルは成化16年（1480年）から成化18年（1482年）にかけて勢力を拡大し、東方ではウリヤンハイ三衛を征服し、南方では明朝で掠奪を行うなど次第に増長していった。
成長したダヤン・ハーンはもはやイスマイルの専権を許さず、成化19年（1483年）にはゴルラスのトゴチ少師らを派遣してイスマイルを敗走させた。『アルタン・トプチ』ではアラク(Alaq)という女性がトゴチ率いる軍が接近していることに気づいたため、イスマイルは妻の用意した紅栗毛の馬に乗って逃げ出したところで、トゴチ少師に見つかって殺されたという逸話を伝えているが、イスマイルがこの戦いで死んだというのは事実ではない。漢文史料では、ダヤン・ハーンに敗れたイスマイルは自らの根拠地であるハミル方面に逃走し、オイラト部族連合と同盟を組んだと記されている。
また、『アルタン・トプチ』はこの戦役に参加した諸将の名前を大量に記録しており、ゴルラスのトゴチ少師、ホーチトのエセン・トゥゲル、チャガン・アマ、チュブン・バートル、ミンガトのアルルト・モーラン、ケシクテンのバルチ、タタルのトルゴン・ハラ、サラ・バトラット、ケムジュートのコリ・バヤスク、ゴルラスのババハイ・ウルルク、タラチンのバガソハイ、ブルバクのモンケ、といった名前が挙げられている。
この時、トゴチ少師はダヤン・ハーンの母シキル太后を見つけて連れて帰ろうとしたが、既にイスマイルとの間に2人の息子（バブダイとボルハイ）を得ていたシキル太后はイスマイルとの別離を泣いて惜しんだためモンゴル人の嘲笑を受け、それから間もなく亡くなったという。

### オイラト遠征（1486年〜1496年）

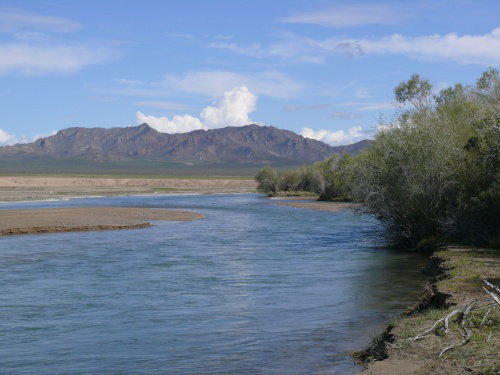
テス・ブルト(テス川)

ダヤン・ハーンの即位直後、オイラトとモンゴルの関係は比較的安定しており、成化20年（1484年）にはダヤン・ハーン(小王子)とケシク・オロク(克失)が協力して明朝に侵攻しようとしている、という報告が明朝朝廷に寄せられている。しかし成化22年（1486年）、当時ドルベン・オイラトを支配していたケシク・オロクはハミル方面に逃れてきたイスマイルと同盟を組んだため、ダヤン・ハーンの攻撃対象に加えられるようになった。明朝の記録によると、同年秋にダヤン・ハーンは再びイスマイル/ケシク・オロクの連合軍を攻め、両者は戦死したという。
一方、モンゴル年代記ではダヤン・ハーンが幼い頃、マンドゥフイ・ハトゥンによって行われたオイラト遠征が2つが記されており、このどちらかが漢文史料に記されるダヤン・ハーンとによるオイラト遠征と一致すると見られている。1つめのオイラト遠征は「結婚したばかりのマンドゥフイ・ハトゥンが幼いダヤン・ハーンを箱に入れてオイラトに遠征し、テス・ブルト（Tes Burutu）でオイラトに勝利した」というものであるが、これは史実ではないと見られている。
もう1つのオイラト遠征は「マンドゥフイが4度目の妊娠中にオイラトに遠征し、マンドゥフイが落馬するなどの危険にあいながらコンギラトのエセレイ大夫らの助けを得て無事帰還し、オチル・ボラトらを出産した」というものである。この記述によって、この頃周辺勢力との戦いの最中ダヤン・ハーンは26歳年長のマンドゥフイ・ハトゥンとの間にもうけた7人を始め、何人かの皇妃との間に合わせて11人の男子をもうけていたことが確認される。
1486年以後もダヤン・ハーンとオイラトの抗争は断続的に続いていたようで、弘治9年（1496年）まで明朝にはダヤン・ハーン（北虜）とオイラト（瓦剌）が争っていたことが伝えられている。ダヤン・ハーン及びその後継者達との抗争でオイラトの勢力は大幅に弱体化したようで、ダヤン・ハーンのオイラト遠征によってオイラトと明朝の交易路は断たれ、永楽年間から続けられてきたオイラトによる朝貢はこの時期途絶えることとなった。

## 右翼3トゥメンの討伐（1508年〜1509年）
各種モンゴル年代記でダヤン・ハーン最大の事業として記されるのが右翼3トゥメン（トゥメト、オルドス、ヨンシエブ）の平定である。この戦役ではモンゴルが2つの勢力に分断され、ダヤン・ハーンに忠実な左翼3トゥメンとダヤン・ハーンに反抗的な右翼3トゥメンとの戦いという形になり、『アルタン・ハーン伝』はこれを「2つの大ウルス(左翼3トゥメンと右翼3トゥメン)の不和」と表現している。
オルドス、トゥメト、ヨンシエブの3部はそれぞれマンドゥールン・ハーンの時代のボルフ・ジノンの勢力、トゥルゲンの勢力、ベグ・アルスランの勢力の後身であり、ダヤン・ハーンの治世にはトゥメト部をホサイ・タブナンが、オルドス部をマンドライ・アカラクが、ヨンシエブ部をイブラヒム・タイシがそれぞれ治めていた。これら3名は形式上はダヤン・ハーンの統治下にありながらその強大な軍事力でもってしばしばダヤン・ハーンに反抗的な態度を取っていた。
モンゴル年代記によると、ある時ダヤン・ハーンが自らの次男ウルス・ボラトに「ジノン」の称号を与え、右翼3トゥメンを統轄させようとした所、これに反発したオルドス部首長マンドライとヨンシエブ部首長イブラヒムがウルス・ボラトを殺したことが右翼3トゥメンの叛乱の切っ掛けになったという。

### トゥメトとの戦い（1508年）
モンゴル年代記が共通してオルドスのマンドライ・アカラクとヨンシエブのイブラヒム・タイシを叛乱の主体とするのに対し、トゥメトのホサイ・タブナンがこの叛乱にどの程度関与していたかは史料によって記述が異なる。しかし、明朝の漢文史料ではマンドライやイブラヒムより寧ろホサイの方が叛乱の主体であるかのように書かれていること、モンゴル年代記でも「ホサイ」の動向は不明でも「トゥメト部」の叛乱参加が明記されていることなどから、ホサイ・タブナンが最初から最後まで叛乱に荷担していたことは確実視されている。
ウルス・ボラト殺害事件が起こり、右翼3トゥメンの討伐を決めたダヤン・ハーンが最初に戦ったのはモンゴルジン＝トゥメト部のホサイ・タブナンであった。明朝の史料には正徳3年（1508年）にトゥメト部の捕虜になっていた漢人兀弩骨が「モンゴル人が内部抗争を起こしている（虜相讐殺）」隙を突いて明朝に来降したことが記されており、これがダヤン・ハーンとホサイ・タブナンの衝突を伝えたものとされている。しかし、ダヤン・ハーンはこのトゥメトとの緒戦で敗北を喫し、続いてガハイ・エレスンの敗戦を味わうこととなった。
『蒙古源流』では、ウルス・ボラトの死を知ったダヤン・ハーンは右翼3トゥメンを討伐するために出陣したが、オンゴン山渓谷のトゥルゲン河河畔で牛を追い立てる音を敵襲と勘違いし、退却してしまったと伝えている。『蒙古源流』はこれに続けて、退却するダヤン・ハーン軍（左翼3トゥメン軍）を右翼3トゥメン軍が追撃し、ガハイ・エレスンの地で逃げ遅れたケシクテン・オトクとケムジュート・オトクを破ったと記す。この一連の戦闘が明朝が記す所の「モンゴル人の内部抗争（虜相讐殺）」に相当するものと見られている。

### ダラン・テリグンの戦い（1509年）
ガハイ・エレスンで敗北を喫したダヤン・ハーンは退却して態勢を立て直し、新たにオンリュートに属するアバガ部、ホルチン部を味方に加え、今度はダラン・テリグンの地で右翼3トゥメン軍を迎え撃った。『蒙古源流』によると、ダヤン・ハーン軍からはホルチンのブルハイ・バートル・タイジ、ウリヤンハイのバートル・バヤハイ、ジャルートのサイン・チャキジャ、5オトク・ハルハのバガスン・タブナン、ケシクテンのバートル・オロムの五人が先鋒として先駆け、トゥメト軍にはハルハ軍が、ヨンシエブ軍にはチャハル軍が、オルドス軍にはウリヤンハイ軍が、それぞれ相対したという。
戦いの半ば、オルドス軍はバイチュフル・ダルハンらの突撃によってウリヤンハン軍を2分し優勢にあったが、モンゲクという旗手がバルス・ボラトが奮戦するのを見てこれに投降し、これを契機として右翼3トゥメン軍は劣勢となり、最終的に敗走した。モンゴル年代記ではこの時マンドライとイブラヒムは殺されたとするが、実際には両名は残存勢力を率いて西方に逃れ、最終的にココ・ノール(青海)地方に定住した。
ダラン・テリグンの戦いの年代に関して、『アルタン・ハーン伝』の「白い午年（1510年）」と『九辺考』『辺政考』といった漢文史料の「正徳4年（1509年）」という2つの記録がある。しかし、『明実録』には正徳4年にイブラヒムがオルドス地方に現れ、その後更に西方に移住していったという記録があり、これがダラン・テリグンに破れて敗走するイブラヒムの足跡であると考えられている。このため、ダラン・テリグンの戦いはイブラヒムがオルドス地方に現れる直前、1509年秋頃のことであると推測されている。

### 事後処理

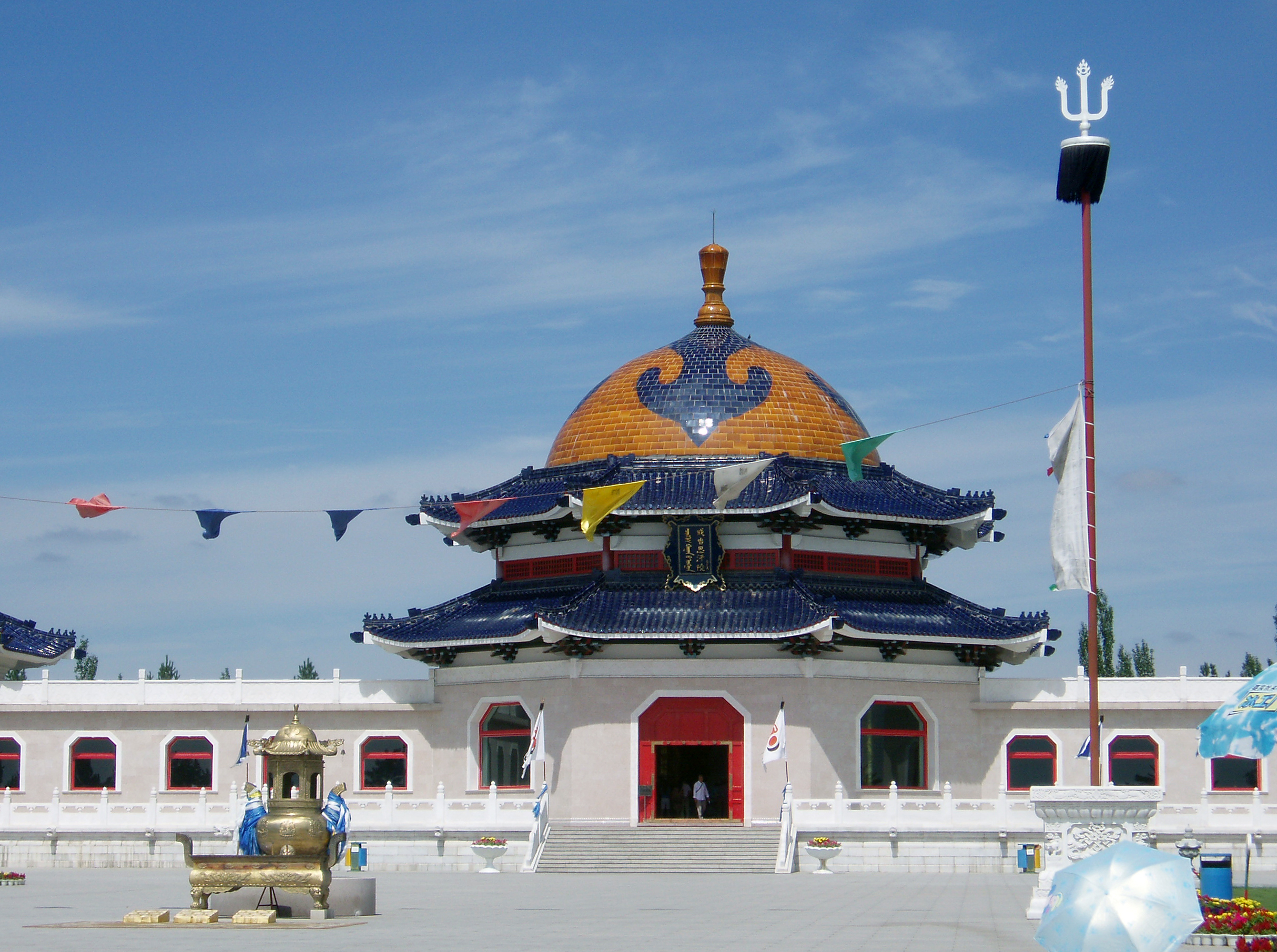
現在のチンギス・カン廟(八白室)

『蒙古源流』によると、ダラン・テリグンにおける勝利の後、ダヤン・ハーンは「右翼3トゥメンを尽く降し、6トゥメンの大国人を拾い集め平和にして、主の八白室の神前から、ハーンの称号を改めて取った」という。そして孫のボディ・アラクを後継者に、バルス・ボラトをジノンに定め、これまでの戦いに功績のあった者を称え「大ダルハン」の称号を与えた。
西方に逃れたマンドライ、イブラヒムは未だ健在でダヤン・ハーンと敵対し続けたものの、右翼3トゥメンの遊牧民は大部分がダヤン・ハーンの統治下に入り、ダヤン・ハーンはモンゴルの大部分を再統一することに成功した。ダヤン・ハーンは征服した諸部族に改めて自らの諸子を分封し、モンゴルの全ての有力部族が自らの血を引く皇族によって治められるように定めた。
ダヤン・ハーンの一連の征服戦争と諸子分封によってハーンを傀儡とするような「サイト（非チンギス裔貴族）」は姿を消し、ダヤン・ハーンの子孫によるモンゴル支配が実現した。ダヤン・ハーンの11人の息子のうち9人が子孫を残すが、それぞれは婿入りした諸部の従来の部族長の上に君臨する領主となり、20世紀に至るまでモンゴル貴族の家系として全モンゴルで繁栄することになる。モンゴルにおいて現存するチンギス・カンの後裔は、全てダヤン・ハーンの子孫である。

## ダヤン・ハーンの6トゥメン（六万人隊）
ダヤン・ハーンは長らく分裂状態にあったモンゴル高原の諸部族を再統一し、6つのトゥメン(万人隊)に再編成した。この6つのトゥメンは多くのモンゴル年代記で「ダヤン・ハーンの6トゥメン」として特筆されている。「6トゥメン」という概念は広くモンゴル人の間に受け容れられたため、17世紀に編纂されたモンゴル年代記ではこの時代の政権を指して「6トゥメンのモンゴル国（ǰirγurγan tümen Mongγol ulus）」とも表現している。
「ダヤン・ハーンの6トゥメン」は左翼（チャハル、ハルハ、ウリヤンハン）と右翼（オルドス、トゥメト、ヨンシエブ）に分類され、前者を「左翼3トゥメン（ǰegün γurban tümen）」、後者を「右翼3トゥメン（baraγun γurban tümen）」と呼称することもある。
また、モンゴル年代記の1つ『シラ・トージ』にはダヤン・ハーンの6トゥメンを称える「6トゥメン讃歌」が所収されている。この「6トゥメン讃歌」はオルドス市エジェン・ホローに位置するチンギス・ハーン廟にも「幸いある宴の儀式（Qutuγtu qurim-un tügel）」として伝えられており、モンゴルの各地方で様々な様式で歌われてきたものと見られる。

### チャハル
| 「 | 切るべき刀の刃となり/堅固な兜の側面となった/チャハル・トゥメンよ | 」 |

ハーンに直属する部族で、マンドゥールン・ハーンが率いていた勢力の後身。
ダヤン・ハーンの長子トロ・ボラトが受け継ぎ、ダヤン・ハーン以後のハーンは基本的にチャハルのトロ・ボラト王家から輩出された。

### ハルハ
| 「 | ハンガイ山に住んで/戻り来る者の哨兵となり/熱き命の支えとなった/ハルハ・トゥメンよ | 」 |

ハルハ河を根拠地とする部族で、元代の「左手の五投下」の後裔。
比較的早い段階から左翼と右翼に分裂しており、左翼＝内ハルハ5部はアル・ボラトが、右翼＝外ハルハ12部はゲレセンジェが受け継いだ。

### ウリヤンハン
| 「 | 野生驢馬を食べて/短い髪のタルバガンで衣服を作り/泥棒と強盗の頭となり/幸いの水を出す者/ウリヤンハン・トゥメンよ | 」 |

ケンテイ山一帯を根拠地とする部族で、「主(チンギス・カン)の黄金の柩を守る」ウリヤンハン千人隊の後裔。
ダヤン・ハーンの死後、叛乱を起こして解体されてしまった。

### オルドス
| 「 | 強力な禿鷹の翼となり/回る二輪車を守り/親指に熟練なる者（＝弓上手）/勇猛に生まれたエジェンの/山のようなチャガン・ゲルを守った/オルドス・トゥメンよ | 」 |

ボルフ・ジノンが率いていた勢力の後身で、オルドス地方に居住しその語源となった。
ダヤン・ハーンの第三子バルス・ボラト（サイン・アラク・ジノン）が受け継ぎ、更にその長子メルゲン・ジノンの家系が継承した。

### トゥメト
| 「 | 縄に繋がれた馬のための杭となり/繋ぎ降る者の獲物となり/忍び寄ってくる者の餌食となり/アルタイの十二の切り通しを守り/山のオボー、平原の碑となった/十二トゥメトよ | 」 |

現在のフフホト一帯を根拠地とする部族で、ドーラン・タイジ及びトゥルゲンが率いていた部族の後身。
ダヤン・ハーンの第三子バルス・ボラト（サイン・アラク・ジノン）が受け継ぎ、更にその次男アルタン・ハーンの家系が継承した。

### ヨンシエブ
| 「 | 学ある聖者の呼び寄せとなり/昔日に自分の力を尽くし/酸乳(クミス)の薄皮/タラク（ヨーグルト）の酵母となった/大ヨンシエブよ | 」 |

西方出身で後にアスト・ハラチン部を傘下に収めた部族で、ベグ・アルスランが率いていた部族の後身。
ハラチンとヨンシエブ（とアスト）に分割され、前者をバルス・ボラトの息子ボディダラが、後者をアル・ボラトが受け継いだ。

## ダヤン・ハーンの年代
ダヤン・ハーンに関する年代は史料によって大きく異なり、多くのモンゴル史学者を悩ましてきた。特に日本の東洋史学会では和田清、萩原淳平、佐藤長、岡田英弘といった人物がダヤン・ハーンの年代についてそれぞれ異なる説を主張した時期があり、これを「ダヤン・ハーン論争」とも呼ぶ。この内、萩原説と佐藤説はモンゴル年代記が記す「ダヤン・ハーン」は実はバトゥ・モンケとバヤン・モンケという2人の人物の業績を併せたものだとする説であるが、これは漢訳『蒙古源流』の誤訳に由来するもので成り立たないと岡田英弘が主張している。
しかし、この「ダヤン・ハーン論争」後に内モンゴルでは新たに『アルタン・ハーン伝』という重要史料が発見され、中国のモンゴル史学者らによって『アルタン・ハーン伝』に基づく新たな学説が唱えられるようになった。現在では1473年/1474年出生、1479年/1480年に7歳で即位、1516年/1517年に44歳で死去という説が広く受け容れられている。
| 史料/学説               | 生年                                                | 即位年                                                           | 没年                                                    |
| ----------------------- | --------------------------------------------------- | ---------------------------------------------------------------- | ------------------------------------------------------- |
| アルタン・トプチ        | 蛇年/1473年/成化9年/癸巳                            | 猪年/1479年/成化15年/己亥（7歳）                                 | 鼠年/1516年/正徳11年/丙子（44歳）                       |
| アルタン・ハーン伝      | 牛年/1474年/成化10年/甲午                           | 鼠年/1480年/成化16年/庚子（7歳）                                 | 牛年/1517年/正徳12年（44歳）                            |
| シラ・トージ            | 猿年1464年（1476年）甲申（丙申）/成化10年（1474年） | 鼠年1470年（1482年）庚寅7歳（壬寅7歳）/成化16年（1480年）（7歳） | 兎年1543年癸卯（68歳or80歳）/正徳12年（1517年）（44歳） |
| 和田清説                | 1464年                                              | 1481年/1482年（18歳/19歳）                                       | 1532年/1533年（69歳/70歳）                              |
| 萩原淳平説              | 1464年                                              | 1488年（25歳）                                                   | 1519年（56歳）                                          |
| 佐藤長説                | 1468年                                              | 1487年（20歳）                                                   | 1519年（52歳）                                          |
| 岡田英弘説              | 1464年                                              | 1487年（24歳）                                                   | 1524年（61歳）                                          |
| 烏蘭説                  | 1474年                                              | 1480年（7歳）                                                    | 1517年（44歳）                                          |
| 薄音湖/ブヤンデルゲル説 | 1473年                                              | 1479年（7歳）                                                    | 1516年（44歳）                                          |

## 妻子女と末裔
モンゴル年代記、漢文史料は一致してダヤン・ハーンに11人の息子がいたことを伝えている。モンゴル年代記はダヤン・ハーンの諸子の多くが双子で生まれてきたとするが、これをそのまま信じるとマンドゥフイは3組もしくは4組の双子を続けて出産したことになるため、双子で生まれたというのは疑問視されている。
マンドゥフイ・ハトゥン
- 長男：トロ・ボラト/トゥル＝バイフ（Törö bolad/Törü bayiqu/鉄力擺戸）…8オトク・チャハルを領し、息子はボディ・アラク・ハーンとなる。
- 次男：ウルス・ボラト/ウルス＝バイフ（Ulus bolad/Ulus bayiqu/五路士台吉）…トロ・ボラトではなくウルス・ボラトをボディ・アラク・ハーンの父とする説もある。
- 長女：トロルト公主…ダヤン・ハーン唯一の娘。ダラン・テリグンの戦いで功績を挙げたジャルートのバガスン・ダルハン・タブナンに嫁いだ。
- 三男：バルス・ボラト/サイン・アラク・ジノン（Barsu bolad/Sayin alaγ/賽那剌）…12オトク・オルドスを領す。
- 四男：アルス・ボラト/メルゲン＝ホンタイジ（Arsu bolad/Mergen qongtayiǰi/我折黄台吉）…7オトク・トゥメトを領す。
- 五男：オチル・ボラト/ウデ＝バラト（Wčir bolad/Üde balad/阿赤頼台吉）…8オトク・チャハルに属するケシクテン・オトクを領す。
- 六男：アルチュ・ボラト/エル＝ボーラ（Alču bolad/El buγura/納力不剌台吉）…5オトク・ハルハ(内ハルハ五部)を領す。
- 七男：アル・ボラト/アル＝ボーラ（Ar bolad/Al buγura/那力不剌台吉）…大ヨンシエブを領す。

オイラトのクセイ・ハトン（中: 古実哈屯）
- 八男：ゲレト・タイジ/チャグ＝モンケ（Geretü tayiǰi/Čaγ Möngke/克列兎台吉）…ダヤン・ハーンの諸子の中で唯一子供がおらず、分封を受けなかった。
- 九男：ウバサンジャ/チン＝タイジ（Ubasanǰa/čing tayiǰi/五八山只台吉）…8オトク・チャハルに属するタタル・オトクを領す。

ジャライルのスミル・ハトン（中: 蘇密爾哈屯、ジミスケン・ハトン）
- 十男：ゲレ・ボラト/ゲゲン＝モンケ（Gere bolad/Gegen Möngke）…8オトク・チャハルに属するウルウト・オトクを領す。
- 十一男：ゲレセンジェ/ジャライル＝ホンタイジ（Geresenǰe/J̌alayir qongtayiǰi/格列山只台吉）…7オトク・ハルハ（外ハルハ）を領す。

全体としてみると、バルス・ボラト（＝オルドス）、アルス・ボラト（＝トゥメト）、アル・ボラト（＝ヨンシエブ）の3人が右翼3トゥメンを相続し、左翼3トゥメンについてはハルハをアルチュ・ボラトとゲレセンジェが分割し、その他の諸子がチャハルの各オトクを相続した形となる。6トゥメンの中で唯一解体されたウリヤンハン・トゥメンを相続した者はいない。
また、右翼3トゥメンは後にバルス・ボラトの子供達、メルゲン・ジノン（＝オルドス）、アルタン・ハーン（＝トゥメト）、バイスハル/ボディダラ（＝ヨンシエブ）らが事実上の支配者になり、アルス・ボラト家、アル・ボラト家は相対的に弱体化しバルス・ボラト家に隷属することとなった。

### 著名な末裔
大相撲の第69代横綱・白鵬翔は2025年6月の日本相撲協会退職後に開いたパーティーの中で、自身がダヤン・ハーンの末裔の1人であることを明らかにした。

## 参考資料
- 井上治『ホトクタイ=セチェン=ホンタイジの研究』風間書房、2002年。ISBN 4759913181。 NCID BA56346353。全国書誌番号:20256669。
- 岡田英弘訳注『蒙古源流』刀水書房、2004年、ISBN 4887082436
- 岡田英弘『モンゴル帝国から大清帝国へ』藤原書店、2010年
- 佐藤長「ダヤン・ハーンにおける史實と傳承」史林.48(4)、1965年
- 萩原淳平「ダヤン・ハーンの生涯とその事業」『明代蒙古史研究』第三章(pp.99-214）、1980年
- 森川哲雄「中期モンゴルのトゥメンについて-特にウルスとの関係を通じて」『史学雑誌』81編、1972
- 森川哲雄「チャハル・八オトクとその分封について」『東洋学報』第58巻第1/2号、東洋文庫、1976年、127-162頁、ISSN 03869067、NAID 120006516176。
- 森川哲雄「Barsu boladの事蹟」『歴史学・地理学年報』12号、1988年
- 森川哲雄『モンゴル年代記』白帝社、2007年
- 森川哲雄「大元の記憶」『比較社会文化』第14巻、九州大学大学院比較社会文化学府、2008年3月、65-81頁、doi:10.15017/9498、hdl:2324/9498、ISSN 1341-1659、NAID 110006866072。
- 吉田順一『アルタン・ハーン伝訳注』風間書房、1998年
- 和田清『東亜史研究(蒙古篇)』東洋文庫、1959年
- 宝音德力根Buyandelger「15世紀中葉前的北元可汗世系及政局」『蒙古史研究』第6輯、2000年
- 宝音德力根Buyandelger「達延汗生卒年・即位年及本名考辨」『内蒙古大学学報(人文社会科学版)』6期、2001年

## 関連文献
- 森川哲雄「17世紀から18世紀初頭のモンゴル年代記について : 特に「蒙古源流」と「シラ・トゥージ」との關係を通して」『東洋史研究』第61巻第1号、東洋史研究會、2002年、138-170頁、doi:10.14989/155417、hdl:2433/155417、ISSN 0386-9059、NAID 40005461872。
- 希都日古「論17世紀蒙古史家筆下的異姓貴族」『内蒙古大学学報(人文社会科学版)』35巻、2003年